# Kanchanpur
Kanchanpur è una suddivisione dell'India, classificata come census town, di 7.678 abitanti, situata nel distretto di Dhalai, nello stato federato del Tripura. In base al numero di abitanti la città rientra nella classe V (da 5.000 a 9.999 persone).

## Società

### Evoluzione demografica
Al censimento del 2001 la popolazione di Kanchanpur assommava a 7.678 persone, delle quali 4.020 maschi e 3.658 femmine. I bambini di età inferiore o uguale ai sei anni assommavano a 797, dei quali 406 maschi e 391 femmine. Infine, coloro che erano in grado di saper almeno leggere e scrivere erano 6.340, dei quali 3.460 maschi e 2.880 femmine.